# Шютте, Вендела
Вендела Шютте (швед. Vendela (Wendela) Skytte, полное имя Vendela Skytte af Duderhof, в замужестве Kyle; 1608—1629) — шведская дворянка, писатель (поэтесса).

## Биография
Родилась 8 декабря 1608 года в Тарту в семье государственного деятеля Юхана Шютте и его жены Марии Неф (Maria Näf).
Вендела изучала теологию, этику, историю, филологию и геологию, а также языки: латынь, французский, немецкий и греческий. Считалась одной из самых образованных женщин Швеции того времени.
В мае 1626 года Вендела Шютте вышла замуж за военного Ханса Кайла (Hans Claesson Kyle, 1605—1659), который позже стал губернатором Эстерботтена (Österbottens län). Он служил в армии у Густава II Адольфа во время Тридцатилетней войны, и Вендела несколько раз посещала его в этот период. У них было две дочери, одна из которых — Мария Кайл (Maria Kyle, 1627—1697).
Вендела имела литературный салон, где общалась с просвещёнными людьми — учёными и художниками, переписывалась с Катариной Буре, писала поэтические произведения.
Умерла 18 августа 1629 года в Штральзунде от чумы со своим новорождённым ребёнком (вскоре после его рождения), когда навещала своего супруга во время его военной службы в Германии. Её тело привезли в Швецию и похоронили в Уппсальском соборе.
В Национальной портретной галерее Швеции в Грипсхольме, открывшейся в 1822 году, Вендела Шютте была в числе первых шести женщин шведской истории, портреты которых появились в коллекции галереи, наряду с Бригиттой Шведской, Софией Элизабет Бреннер, Барбро Стигсдоттер, Хедвигой Шарлоттой Норденфлихт и Софией Элеонорой Розенхейн.